# Homebrew Channel

Screenshot Homebrew Channelu

Homebrew Channel (zkratka HBC) je bezplatná aplikace vyvinutá pro jednoduchý způsob, jak spustit homebrew (neoficiální domácí software, hry vytvořené amatérskými programátory) na konzoli Nintendo Wii a Wii U.
Homebrew Channel se instaluje přes kartu SD. Jakmile je nainstalován, vypadá to jako každý jiný kanál v nabídce Wii menu. Po spuštění zobrazuje seznam aplikací nalezených na kartě SD nebo externí jednotce USB. Uživatel si může vybrat aplikace, které chce nainstalovat nebo spustit pomocí ovladače Wiimote nebo GameCube. Program také kontroluje aktualizace a umožňuje jejich instalaci, pokud si to uživatel přeje. 
Tento software je kompatibilní Wii verze 4.3 nebo nižší a s Wii U v režimu Wii (všechny verze).

## Aplikace na Homebrew Channel
Na HBC se dá spustit různý homebrew software. Mezi nejznámější aplikace, co se na HBC dají spustit patří:
- Riivolution, slouží pro rozšíření Wii her.[4][5]
- CTGP-Revolution povoluje hraní online přes službu Wiimmfi ve hře Mario Kart Wii. [6]
- WiiMC, slouží k přehrávání DVD a sledování YouTubu na Wii.[7][8][9]
- USB Loader GX, slouží ke spuštění Wii her z USB nebo SD karty.[10]
- Snes9x GX a FCE Ultra GX, což jsou emulátory, díky kterým se na Wii dají hrát hry na NES a SNES.[11][12]
- Pimp my Wii, slouží k instalaci souborů cIOS, k instalaci vlastních kanálů na Wii Menu aj.[13]

## Vliv na záruku
Není přesně jasné, jaký vliv má instalace Homebrew Channelu na záruku. Nintendo tvrdí, že instalace Homebrew Channelu zruší záruku na Wii a že uživatelé už nebudou chráněni zárukou na poruchy konzole, poškození souborového systému nebo fyzické poškození.